# Gavotí cotorra
El gavotí cotorra ( Aethia psittacula) és un petit ocell marí de la família dels àlcids (Alcidae) que habita al Pacífic Nord i el Mar de Bering.